# Nordland
La contea di Nordland (Nordland fylke in norvegese) è una contea norvegese situata al nord del paese. Confina con le contee di Troms e Trøndelag. La capitale è Bodø. La contea assicura anche l'amministrazione dell'isola di Jan Mayen.

## Informazioni generali

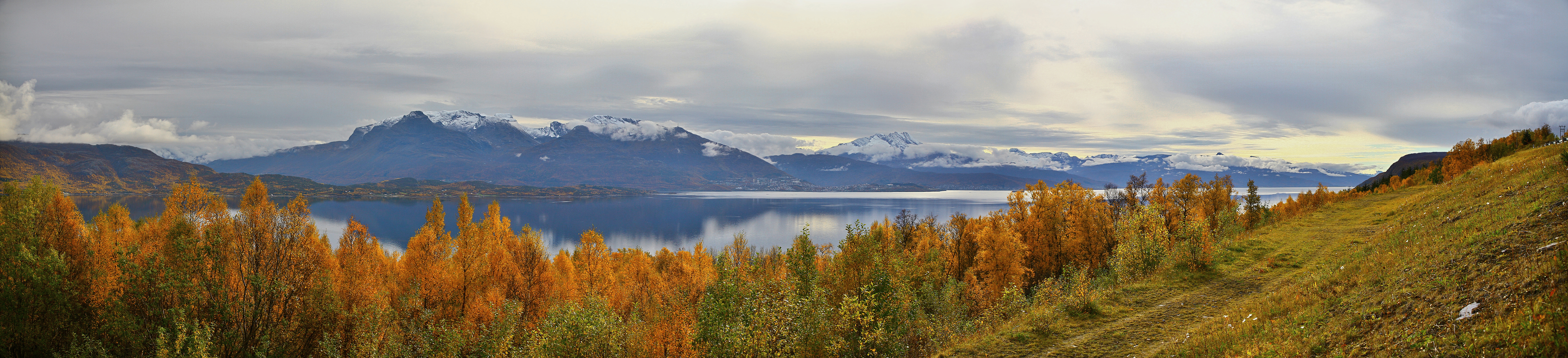
Panorama dei fiordi Herjangsfjorden e Ofotfjorden

Il Nordland si allunga per 500 chilometri, dal Trøndelag fino al Troms. La costa è molto frastagliata e la contea comprende la maggior parte delle isole Lofoten e Vesterålen e ospita il Parco nazionale Rago.
La pesca è uno dei settori economici più importanti e il Nordland è particolarmente celebre per i suoi merluzzi. Anche l'agricoltura occupa numerosi abitanti, con l'allevamento di caprini o bovini.
Alcune installazioni minerarie e di energia idroelettrica servono per la diversificazione delle attività locali. Il porto di Narvik dispone di un collegamento ferroviario diretto con i ricchi giacimenti di ferro della regione di Kiruna, in Svezia.

## Comuni
La contea di Nordland è suddivisa in 41 comuni (Kommuner):
- Alstahaug (7 306)
- Andøy (5 245)
- Bindal (1 741)
- Bodø (44 992)
- Brønnøy (7 565)
- Bø (2 946)
- Dønna (1 507)
- Evenes (1 365)
- Fauske (9 551)
- Flakstad (1 454)
- Gildeskål (2 107)
- Grane (1 543)
- Hadsel (8 001)
- Hamarøy (1 821)
- Hattfjelldal (1 503)
- Hemnes (4 542)
- Herøy (1 725)
- Leirfjord (2 156)
- Lurøy (1 971)
- Lødingen (2 314)
- Meløy (6 715)
- Moskenes (1 183)
- Narvik (18 365)
- Nesna (1 769)
- Rana (25 355)
- Rødøy (1 376)
- Røst (598)
- Saltdal (4 751)
- Sortland (9 639)
- Steigen (2 760)
- Sømna (2 048)
- Sørfold (2 119)
- Træna (453)
- Værøy (748)
- Vefsn (13 440)
- Vega (1 308)
- Vestvågøy (10 797)
- Vevelstad (516)
- Vågan (9 021)
- Øksnes (4 567)

(Dati sugli abitanti del 1º gennaio 2006)